# Anna-Maria Müller
Anna-Maria Müller   (Friedrichroda, 23 de febrer de 1949 - Berlín, 23 d'agost de 2009) fou una conductora de luge alemanya que va competir sota bandera de la República Democràtica Alemanya, durant les dècades de 1960 i 1970.
El 1968 va prendre part en els Jocs Olímpics d'Hivern de Grenoble, on tot i finalitzar en segona posició en la prova individual del programa de luge fou desqualificada per haver comés irregularitats en l'escalfament. Quatre anys més tard, als Jocs de Sapporo, guanypa la medalla d'or en la mateixa prova.
En el seu palmarès també destaquen una medalla de plata al Campionat del món de luge i una d'or i una de bronze al Campionat d'Europa.